# Bodotria gibba
Bodotria gibba är en kräftdjursart som först beskrevs av Sars 1878.  Bodotria gibba ingår i släktet Bodotria och familjen Bodotriidae. Inga underarter finns listade i Catalogue of Life.